# Al-Adalah Club
L'Al-Adalah Club (in arabo نادي العدالة لكرة القدم‎?, club giustizia) è una società calcistica saudita di Al-Hulaylah, città del governatorato di Al-Ahsa. Milita nella Prima Divisione, il secondo livello professionistico del campionato saudita di calcio.
Fondato nel 1984, il club gioca le partite casalinghe allo stadio Principe Abdullah bin Jalawi, impianto della capienza di 26 000 spettatori.

## Palmarès

### Competizioni nazionali
- Campionato saudita di quarta divisione: 1

2000-2001

### Altri piazzamenti
- Campionato saudita di seconda divisione:

Secondo posto: 2021-2022
Terzo posto: 2018-2019
- Campionato saudita di terza divisione:

Secondo posto: 2008-209, 2015-2016

## Allenatori
- 2002  Mohammed Al-Janoubi
- 2002  Hussain Al-Abdulwahab
- 2002-2003  Hassine Menestiri
- 2003-2004  Ahmed Al-Habib
- 2004  Khamis Gera
- 2004-2005  Hussain Al-Abdulwahab
- 2005  Mehrez Al Dami
- 2005  Hussain Al-Abdulwahab
- 2005-2006  Morsi Ktata
- 2006  Ali Zouari
- 2006-2007  Samir Al Khamira
- 2007  Ahmed Al-Habib
- 2007  Najib Khouaja
- 2007  Mahdi Ben Sohaima
- 2007  Ahmed Al-Habib
- 2007-2008  Mohamed Zouiten
- 2008-2009  Najib Khouaja
- 2009-2010  Zouhair Louati
- 2010  Abdullah Darwish
- 2010-2011  Morsi Ktata
- 2011  Nasser Nefzi
- 2011  Habib Ben Romdhane
- 2011-2012  Najib Khouaja
- 2012-2013  Wahid Hidoussi
- 2013  Salah Abou El Fattouh
- 2013-2014  Noureddine Labyad
- 2014-2015  Selim Al Manga
- 2015-2016  Mohamed Saidi
- 2016-2017  Ahmed Sari
- 2017-2018  Abdullah Darwish
- 2018-2019  Ridha Jeddi
- 2019  Redha Al-Janbe
- 2019  Skander Kasri
- 2019-2020  Nacif Beyaoui
- 2020  Giovanni Solinas
- 2020-2021  Mohamed Mkacher
- 2021  Jalel Kadri
- 2021-2022  Nacif Beyaoui
- 2022  Yousef Al Mannai
- 2022-  Martin Ševela

## Organico

### Rosa 2023-2024
| N. |                           | Ruolo | Calciatore            |
| -- | ------------------------- | ----- | --------------------- |
| 1  | Arabia Saudita (bandiera) | P     | Mutab Sharahili       |
| 3  | Brasile (bandiera)        | D     | Philipe Maia          |
| 4  | Arabia Saudita (bandiera) | D     | Hussein Al-Msobei     |
| 5  | Grecia (bandiera)         | D     | Theofanīs Mauromatīs  |
| 6  | Arabia Saudita (bandiera) | C     | Omar Al-Zayni         |
| 7  | Arabia Saudita (bandiera) | C     | Rashed Al-Salem       |
| 8  | Arabia Saudita (bandiera) | D     | Abdullah Al-Yousef    |
| 10 | Mali (bandiera)           | C     | Moussa Doumbia        |
| 11 | Arabia Saudita (bandiera) | A     | Kheshim Al-Qahtani    |
| 13 | Arabia Saudita (bandiera) | P     | Mohammed Al-Beldi     |
| 14 | Arabia Saudita (bandiera) | C     | Abdulrahman Al-Hurayb |
| 15 | Arabia Saudita (bandiera) | C     | Nasser Al-Muqhim      |
| 16 | Arabia Saudita (bandiera) | C     | Khaled Al-Hamdhi      |

| N. |                           | Ruolo | Calciatore           |
| -- | ------------------------- | ----- | -------------------- |
| 18 | Arabia Saudita (bandiera) | C     | Elyas Al-Baladi      |
| 19 | Arabia Saudita (bandiera) | D     | Abdullah Al-Rashidi  |
| 20 | Arabia Saudita (bandiera) | A     | Mohammed Abu Abd     |
| 21 | Arabia Saudita (bandiera) | A     | Waleed Al-Shanqiti   |
| 22 | Arabia Saudita (bandiera) | P     | Ali Al-Amri          |
| 24 | Arabia Saudita (bandiera) | C     | Abdulmajeed Al-Saeed |
| 27 | Arabia Saudita (bandiera) | D     | Awadh Khrees         |
| 32 | Arabia Saudita (bandiera) | D     | Belu                 |
| 44 | Togo (bandiera)           | C     | Samsondin Ouro       |
| 49 | Arabia Saudita (bandiera) | D     | Ali Al-Salem         |
| 74 | Francia (bandiera)        | C     | Karim Yoda           |
| 88 | Arabia Saudita (bandiera) | C     | Ali Al-Suwaij        |
|    | Slovenia (bandiera)       | C     | David Tijanić        |